# Stadiul relației: complicat
Stadiul relației: complicat (İlişki Durumu: Karışık) este adaptarea turcească a serialului sud-coreean Full House (풀하우스). Comedia romantică a fost difuzată pentru prima oară de Show TV în Turcia, între 4 iulie 2015 și 27 aprilie 2016, și a avut 40 de episoade. Serialul a fost difuzat și cu dublajul în limba română, la Acasă TV și Acasă în Moldova, între 5 septembrie și 16 noiembrie 2016, într-o versiune reeditată cu 105 episoade. Serialul, creat de Banu Kiremitçi Bozkurt, înfățișează dragoste, gelozie, mândrie și un joc al dragostei ce merge mână în mână cu prietenia și interpretările greșite.
Continuarea serialului, İlişki Durumu: Evli (în traducere liberă, „Stadiul relației: căsătoriți”), a fost difuzată în Turcia de Show TV, între 1 și 22 octombrie 2016, și a avut 4 episoade.

## Intrigă
Ayşegül Dinç, o scriitoare aspirantă, trăiește singură în casa moștenită de la părinții ei decedați, care o construiseră. Într-o zi, prietenii ei cei mai buni o fac să creadă că a câștigat o vacanță gratuită în Grecia. Cât timp ea este plecată, aceștia îi vând casa, pentru a-și putea achita datoriile. Ieșită din aeroport, se întâlnește într-o limuzină cu celebrul actor Can Tekin. Prin întâmplări amuzante, ajunge să-l cunoască pe timpul vacanței și reușește să obțină de la el bani pentru biletul de întoarcere. Întoarsă acasă, Ayşegül află că locuința i-a fost vândută lui Can.
Deși nu se înțeleg, fiindcă ea e dezordonată, iar el este impulsiv și obsedat de curățenie, cad de acord să locuiască împreună. La început, Ayşegül lucrează ca menajeră pentru a-și plăti datoria față de Can, dar acesta decide să se însoare cu ea pentru a o face geloasă pe femeia pe care a admirat-o toată viața. Cei doi stabilesc un contract secret care îi obligă să se prefacă față de toți cei din jur că se iubesc și să divorțeze după 6 luni. Contractul stipulează, de asemenea, că, la finele căsniciei, casa îi va reveni lui Ayşegül. În acest timp, lucrurile se complică, iar cei doi ajung să se îndrăgostească unul de celălalt.

## Distribuție
| Actor                | Personaj      | Rol |
| -------------------- | ------------- | --- |
| Seren Şirince        | Ayşegül Dinç  | Protagonistă. Își dorește să devină o scriitoare cunoscută. Se îndrăgostește de Can Tekin. Este prietenă cu Efe și Ece Şengün.                                                              |
| Berk Oktay           | Can Tekin     | Protagonist. Este prieten din copilărie cu Elif Güvener și Murat Soykan. A terminat medicina, dar se ocupă cu actoria, lucru ce îi conferă notorietate. Se îndrăgostește de Ayşegül Dinç.   |
| Eda Ece              | Elif Güvener  | Co-protagonistă. Deține un atelier de modă. După ce Murat îi respinge avansurile în repetate rânduri, decide că vrea să se mărite cu Can și inventează scuze pentru a-l face să vină la ea. |
| Pamir Pekin          | Murat Soykan  | Co-protagonist. Este regizor de film. Se îndrăgostește de Ayşegül Dinç și încearcă să se apropie cât mai mult de ea.                                                                        |
| Nurseli İdiz         | Mediha Tekin  | Mama lui Can, nora lui İsmail și soția lui Tahsin. Nu o suportă pe Ayşegül, însă o susține pe Elif.                                                                                         |
| Sezai Altekin        | İsmail Tekin  | Bunicul lui Can, socrul Medihăi și tatăl lui Tahsin. Nu o suportă pe Elif, însă se atașează rapid de Ayşegül.                                                                               |
| Alptekin Serdengeçti | Tahsin Tekin  | Tatăl lui Can, soțul Medihăi și fiul lui İsmail. Este medic și deține o franciză de spitale. Este distant față de Can, fiindcă a ales actoria și nu medicina.                               |
| Mert Türkoğlu        | Efe Şengün    | Prieten cu Ayşegül, a cărei casă o vinde, împreună cu soția sa, Ece. Se angajează la firma de impresariat a lui Handan.                                                                     |
| Özlem Oçalmaz        | Ece Şengün    | Soția lui Efe și prietenă cu Ayşegül. Este însărcinată cu fiul lui Efe. |
| Gülden Avşaroğlu     | doamna Handan | Impresara lui Can Tekin. Acționează ca o voce a rațiunii atunci când acțiunile lui nesăbuite îi pun cariera în pericol.                                                                     |